# Alexander von der Groeben
Alexander von der Groeben (Ratingen, RFA, 5 de octubre de 1955) es un deportista alemán que compitió para la RFA en judo. Ganó una medalla en el Campeonato Mundial de Judo de 1989, y ocho medallas en el Campeonato Europeo de Judo entre los años 1981 y 1990.

## Palmarés internacional
| Campeonato Mundial | Campeonato Mundial    | Campeonato Mundial | Campeonato Mundial |
| Año                | Lugar                 | Medalla            | Categoría          |
| ------------------ | --------------------- | ------------------ | ------------------ |
| 1989               | Belgrado (Yugoslavia) | Medalla de bronce  | Abierto            |
| Campeonato Europeo |                       |                    |                    |
| Año                | Lugar                 | Medalla            | Categoría          |
| 1981               | Debrecen (Hungría)    | Medalla de bronce  | +95 kg             |
| 1983               | París (Francia)       | Medalla de bronce  | +95 kg             |
| 1984               | Lieja (Bélgica)       | Medalla de oro     | +95 kg             |
| 1985               | Hamar (Noruega)       | Medalla de oro     | Abierta            |
| 1985               | Hamar (Noruega)       | Medalla de plata   | +95 kg             |
| 1987               | París (Francia)       | Medalla de bronce  | +95 kg             |
| 1988               | Pamplona (España)     | Medalla de plata   | +95 kg             |
| 1990               | Fráncfort (RFA)       | Medalla de bronce  | Abierta            |